# Jos Pelk
Jos Pelk (30 ottobre 1938 – 27 aprile 2021) è stato un cestista e allenatore di pallacanestro olandese.

## Carriera
Con i Paesi Bassi ha disputato i Campionati europei del 1963.
Da allenatore ha guidato la nazionale femminile ai Campionati mondiali del 1979 e a tre edizioni dei Campionati europei (1978, 1980, 1981).